# Dolphin (emulatore)
Dolphin è un emulatore per i giochi delle console GameCube e Wii. 
Il programma è open source ed è scritto per la maggior parte in linguaggio C e C++. L'emulatore è disponibile per sistemi operativi a 64 bit, in particolare Windows, macOS, Linux ed Android. Dal 19 maggio 2014 il team di sviluppo ha deciso di cessare il supporto alle piattaforme a 32 bit. Il nome dell'emulatore prende spunto da Nintendo Dolphin, il nome in codice del GameCube.

## Cronologia delle versioni

### Versioni stabili
Le versioni stabili vengono distribuite dopo un lungo testing per assicurare migliori prestazioni. Tuttavia, siccome vengono distribuite meno frequentemente, potrebbero essere meno aggiornate e mancare di alcune nuove caratteristiche.
- 1.00.0 (2003)
- 1.01.0 (2003)
- 1.02.0 (24 gennaio 2004)
- 1.03.0 (2005)
- 1.03.1 (2005):
  - è stata la prima versione dove l'emulatore ha iniziato a renderizzare la grafica 3D, nonostante la lentezza e i molti crash
- 1.03.2 (2006):
  - da questa versione è stato aggiunto il supporto ai processori a 64 bit
- 2.00.0 (12 aprile 2010):
  - da questa versione stabile l'emulatore incomincia ad essere considerato utilizzabile, resta comunque lento su alcuni titoli ma i miglioramenti rispetto alle versioni precedenti sono moltissimi
- 3.0 (luglio 2011):
  - sono stati risolti moltissimi bug, e molti giochi che prima non si avviavano nemmeno ora funzionano quasi perfettamente
  - è stato aggiunto il supporto per Direct3D 11 e per XAudio2
  - il programma è stato Localizzato in 8 lingue diverse
  - le prestazioni sono diminuite leggermente in favore di una migliore emulazione
- 3.5 (25 dicembre 2012):
  - porting del programma su FreeBSD
- 4.0 (22 settembre 2013):[3]

  - è stato aggiunto il supporto ad Android
  - è stato aggiunto un nuovo backend OpenGL e OpenAL
  - è stato aggiunto il supporto per l'emulazione del multiplayer online per il sistema Wii
  - è stato aggiunto il supporto per la Wii Balance Board
  - è stato aggiunto il supporto per il volante del GameCube
- 5.0 (24 giugno 2016):
  - è stato aggiunto il supporto a zFreeze
- 5.0-14690 (21 luglio 2021)
  - è stato integrato l'emulatore mGBA

### Versioni di sviluppo
Le versioni di sviluppo sono versioni non stabili: viene pubblicata una versione di sviluppo ogni qualvolta uno sviluppatore effettua una modifica a Dolphin. L'utilizzo di versioni di sviluppo permette di rimanere al passo con gli ultimi aggiornamenti e miglioramenti al progetto, al costo di una minore stabilità rispetto alle versioni canoniche dell'emulatore.

## Caratteristiche
- emulazione di giochi delle console Wii e GameCube
- emulazione dell'Action Replay
- supporto dei controller Xbox 360 e PS3
- supporto al gioco online (sperimentale in fase beta)
- salvataggi di stato
- Memory Card Manager con la possibilità di esportare/importare i salvataggi del GameCube
- possibilità di utilizzare fino a 4 Wii Remote (collegandolo via Bluetooth al PC oppure emulandoli)
- supporto dei file WAD (grazie a questo supporto è ora possibile utilizzare gli stessi canali installabili sul Wii)
- supporto ad emulare i giochi ad una qualsiasi risoluzione (il Wii era limitato ad una risoluzione di 480p)
- supporto al caricamento di texture personalizzate (generalmente con una risoluzione più alta di quelle originali)
- supporto ad altri tweak grafici come ad esempio l'antialiasing, il pixel shadering e il filtro anisotropico

## Requisiti di sistema[4]

### Requisiti minimi
- Sistema operativo: Windows (da 7 in poi); Linux; macOS (da Yosemite in poi)
- Piattaforma: 64 bit
- RAM: 2 GB
- CPU: SSE2
- Scheda grafica: Pixel Shading 3.0 e DirectX 10 o OpenGL 3
- Bluetooth (integrato o in chiavetta) nel caso in cui si volesse collegare il Wii Remote al PC

### Requisiti consigliati
- RAM: 2GB
- CPU: Intel Core i5-4670K o i5-3570K
- Scheda grafica: schede AMD-Nvidia con supporto al Pixel Shading 4.0 da almeno 2 GB e con supporto a DirectX 11 e/o OpenGL 4.5

### Requisiti Android
- Sistema operativo: Android 5.0
- CPU: AArch64
- RAM: 1 GB
- Chip grafico: scheda con supporto a OpenGL ES 3

## Compatibilità
Dolphin è capace di emulare la maggior parte dei giochi del Wii e del GameCube, tutti con pochi errori. Sul sito ufficiale è presente la lista completa di tutti i giochi emulabili e di ciascuno è indicato il grado di compatibilità.
Tra i giochi emulabili più famosi:
- Super Smash Bros. Brawl
- Super Smash Bros. Melee
- Super Mario Galaxy
- Super Mario Sunshine
- Resident Evil 4
- New Super Mario Bros. Wii
- Metroid Prime 3: Corruption
- Mario Kart Wii
- Mario Kart: Double Dash
- Mario Party 4[5]
- Harvest Moon: Magical Melody
- Final Fantasy Crystal Chronicles: My Life as a King
- Wii Sports

Dolphin supporta inoltre la compatibilità online con il server privato Wiimmfi, che consente di giocare online a numerosi titoli originariamente supportati dalla Nintendo Wi-Fi Connection, come Mario Kart Wii. Per utilizzare Wiimmfi tramite Dolphin, è necessario importare un backup della NAND da una console Wii reale, in modo da configurare correttamente i dati richiesti per l'accesso al servizio.